# Иконом на седем президенти
„Иконом на седем президенти“ (на английски: The Butler) е американски исторически драматичен филм от 2013 година на режисьора Лий Даниелс.

## Сюжет
Внимание:  Текстът по-долу разкрива сюжета на произведението (или части от него)!
През 1957 г. Сесил Гейнс, на 38-годишна възраст, е назначен в Белия дом като иконом и в продължение на 34 години вярно служи на този пост, наблюдавайки как американските президенти, собствениците на Белия дом, се променят и как се промени политическата ситуация в света и в САЩ…

## Актьорски състав
| Актьор              | Роля                                                                                             |
| ------------------- | ------------------------------------------------------------------------------------------------ |
| Форест Уитакър      | Сесил Гейнс – иконом в Белия дом                                                                 |
| Майкъл Рейни младши | Сесил Гейнс на 7 години                                                                          |
| Амл Амийн           | Сесил Гейнс на 18 години                                                                         |
| Опра Уинфри         | Глория Гейнс – съпругата на Сесил Гейнс                                                          |
| Дейвид Ойелово      | Луис Гейнс – по-големият син на Сесил Гейнс                                                      |
| Илайджа Кели        | Чарли Гейнс – по-малкият син на Сесил Гейнс                                                      |
| Айзък Уайт          | Чарли Гейнс на 10 години                                                                         |
| Алекс Петифър       | Томас Уестфол – жестокият собственик на плантация, който уби бащата на Сесил и изнасили майка му |
| Ванеса Редгрейв     | Анабет Уестфол – плантационна матрона                                                            |
| Дейвид Банър        | Ърл Гейнс – бащата на Сесил                                                                      |
| Марая Кери          | Хати Пърл – майката на Сесил                                                                     |
| Терънс Хауърд       | Хауърд – съсед на семейство Гейнс, който романтично преследва Глория Гейнс                       |
| Адриан Ленокс       | Джина – съпругата на Хауърд                                                                      |
| Яя ДаКоста          | Карол Хами – приятелката на Луис Гейнс                                                           |
| Кларънс Уилямс III  | Мейнард – възрастен мъж, който наставлява младия Сесил Гейнс                                     |
| Куба Гудинг младши  | Картър Уилсън – бързо говорещият главен иконом в Белия дом, приятел на Сесил Гейнс               |
| Лени Кравиц         | Джеймс Холоуей – иконом и колега на Сесил Гейнс                                                  |
| Колман Доминго      | Фреди Фалоуз – метрдотелят на Белия дом, който наема Сесил Гейнс                                 |
| Робин Уилямс        | Дуайт Айзенхауер                                                                                 |
| Джеймс Дюмон        | Люелин Шърман Адамс – началник на персонала на Белия дом на Айзенхауер                           |
| Робърт Абърдийн     | Хърбърт Браунел младши – главен прокурор на Айзенхауер                                           |
| Джеймс Марсдън      | Джон Кенеди                                                                                      |
| Минка Кели          | Жаклин Кенеди                                                                                    |
| Лийв Шрайбър        | Линдън Джонсън                                                                                   |
| Джон Кюсак          | Ричард Никсън                                                                                    |
| Алекс Манет         | Х. Р. Халдеман – началник на персонала на Белия дом на Никсън                                    |
| Колин Уокър         | Джон Ерлихман – съветник на Никсън                                                               |
| Алън Рикман         | Роналд Рейгън                                                                                    |
| Джейн Фонда         | Нанси Рейгън                                                                                     |
| Стивън Райдър       | Стивън У. Рошон – началник на персонала на Белия дом на Барак Обама                              |
| Нелсан Елис         | Мартин Лутър Кинг                                                                                |